# Pascal Renier
Pascal Renier, född 3 augusti 1971, är en belgisk före detta professionell fotbollsspelare som spelade som främst mittback för fotbollsklubbarna Liège, Club Brugge, Standard Liège, Troyes, Mouscron, Westerlo, Zulte Waregem och Poperinge mellan 1990 och 2006. Han vann två ligamästerskap och två belgiska cuper med Club Brugge. Renier spelade också 13 landslagsmatcher för det belgiska fotbollslandslaget mellan 1994 och 1996.